# Antoni Michał Dembowski
Antoni Michał Dembowski herbu Jelita (zm. 1784) – chorąży czerwonogrodzki w latach 1783–1784, stolnik czerwonogrodzki w latach 1775–1783, podczaszy czerwonogrodzki w latach 1772–1775, cześnik kamieniecki w latach 1767–1772, wojski większy latyczowski w latach 1761–1767, cześnik urzędowski w latach 1737–1761.
Był elektorem Stanisława Augusta Poniatowskiego w 1764 roku z województwa podolskiego i posłem województwa podolskiego na sejm elekcyjny. Poseł na sejm 1778 roku z województwa podolskiego.